# Castelo de Voisins
O Château de Voisins é um palácio rural francês, construído entre 1903 e 1906, em Saint-Hilarion (Yvelines), pelo arquitecto René Sergent e pelo paisagista Achille Duchêne.
No Château de Voisins encontram-se traços de um castelo quatrocentista, que existira em Voisins. Passando de mão em mão, o domímio foi melhorado e aumentado. Em 1892, foi adquirido pelo Conde Edmond de Fels, especialista apaixonado da obra do arquitecto Ange-Jacques Gabriel e autor de uma obra de referência sobre o seu trabalho. Este havia transformado o palácio em 1779 para o Marquês de Croismare.
O Conde de Fels - que, que havia desposado a herdeira dos Lebaudy, dispôs de meios quase ilimitados - decidiu arrasá-lo e mandar construir um vasto palácio ao estilo do século XVIII,pelo arquitecto René Sergent, Mais Gabriel que a obra original de Gabriel que ele viu na demolição.
Depois de três anos de trabalhos, o palácio foi concluido em 1906. O arranjo dos jardins, as construções anexas, as peças de água, prolongaram-se até 1925. Devido ao paisagista Achille Duchêne, o parque (classificado como Monumento Histórico em 1983) é um bom exemplo de jardim à francesa, que certos especialistas consideram mais bem-sucedido que  Versailles.
Voisins é, sem dúvida, um dos últimos grandes châteaux construídos na França. Sergent e o Conde de Fels criaram um estilo de sonho, saido do ideal oitocentista, que chamariam de "style Louis XVII".
O palácio serviu de lugar de rodagem de vários filmes e telefilmes, nomeadamente L'état de grâce (France 2, 2006), no qual serve de cenário a várias cenas situadas no Palácio do Eliseu (escadaria exterior, campo de jogos, gabinete do presidente) e Président, filme realizado por Lionel Delplanque (2006), no qual serve uma ve mais para ilustrar cenas supostamente passadas no Eliseu (sala do Conselho de Ministros).